# 2022年世界水泳選手権ケイマン諸島選手団
2022年世界水泳選手権ケイマン諸島選手団は、2022年6月18日から7月3日までハンガリーのブダペストで開催された第19回世界水泳選手権のケイマン諸島選手団、およびその競技結果。

## 選手団
- 人員: 選手 2人

## 選手名簿・結果
| 選手                   | 種目           | 予選   | 予選 | 準決勝   | 準決勝   | 決勝     | 決勝     |
| 選手                   | 種目           | 結果   | 順位 | 結果     | 順位     | 結果     | 順位     |
| ---------------------- | -------------- | ------ | ---- | -------- | -------- | -------- | -------- |
| ジョーダン・クルックス | 男子50m自由形  | 22秒20 | 19位 | 予選敗退 | 予選敗退 | 予選敗退 | 予選敗退 |
| ジョーダン・クルックス | 男子100m自由形 | 48秒79 | 21位 | 予選敗退 | 予選敗退 | 予選敗退 | 予選敗退 |
| ジリアン・クルックス   | 女子50m自由形  | 26秒75 | 41位 | 予選敗退 | 予選敗退 | 予選敗退 | 予選敗退 |
| ジリアン・クルックス   | 女子100m自由形 | 57秒24 | 29位 | 予選敗退 | 予選敗退 | 予選敗退 | 予選敗退 |